# 内藤证券
内藤证券是日本一家中型券商。从事证券经纪、证券投资咨询、证券承销、证券自营、证券投资基金代销业务，总公司位于日本大阪，在上海设有代表处。

## 历史
- 1933年11月 - 内藤延次（个人）商店创立
- 1943年4月 - 内藤证券股份有限公司成立（资本金100万日元）
- 1948年10月 - 根据证券交易法登录注册（大阪证券交易所正会员）
- 1968年4月 - 根据证券交易法第28条规定登记执照
- 1986年2月 - 根据证券交易法第28条规定登记第3号执照
- 1988年5月 - 取得东京证券交易所正会员资格
- 1996年5月 - 取得上海市政府颁发的经营外股资格
- 1997年4月 - 取得中国证监会颁发的经营外股资格
- 1998年12月 - 伴随证券交易法的修改的注册登记
- 1999年10月 - 开始保险代售业务
- 2000年4月 - 开始网上交易业务
- 2002年6月 - 开始电话委托交易业务
- 2003年9月 - 开设上海代表处
- 2005年2月 - 取得上海证券交易所境外特别会员资格
- 2005年8月 - 取得深圳证券交易所境外特别会员资格
- 2006年8月 - 金融期货交易业务注册登记
- 2006年9月 - 加入金融期货交易协会
- 2006年10月 - 开始网上FX交易业务
- 2007年7月 - 取得札幌证券交易所正会员资格
- 2007年9月 - 伴随证券交易法的修改的注册登记
- 2007年10月 - 取得名古屋证券交易所综合交易参与者资格
- 2008年12月 - 开始网上CFD交易业务
- 2014年3月 - 合并KAZAKA证券